# 1930年関税法
1930年関税法（1930ねんかんぜいほう、英: Tariff Act of 1930）は、アメリカの1930年6月17日に成立した関税に関する法律であり、かつ、現在も有効な法律である。規定の範囲としては、日本で言う関税率を定める関税定率法と税関手続きを定める関税法を合わせたものに相当する。
この法律は、提唱者であるリード・スムートとウィリス・ホーリーの名前から、スムート・ホーリー関税法（スムート・ホーリーかんぜいほう、Smoot-Hawley Tariff Act）または、ホーリー・スムート関税法（Hawley-Smoot Tariff Act）の名でも知られる。なお1930年関税法は、現在も有効な法律であるが、この状態の法律は、スムート・ホーリー関税法とは呼ばない。
1930年関税法は、20,000品目以上の輸入品に関するアメリカの関税を記録的な高さに引き上げた。多くの国は米国の商品に高い関税率をかけて報復し、アメリカの輸出入は半分以下に落ち込んだ。一部の経済学者と歴史家はこの関税法が世界恐慌の深刻さを拡大した、あるいはそれ自体を引き起こしたと主張している。この法律による税率は1934年の互恵通商協定法に基づく通商協定により引下げがされ、のち1962年通商拡大法以降の引下げ権限（貿易促進権限）を与える法律に基づく通商協定により更に引き下げられた。ただし、最恵国待遇の対象でない国 からの輸入に適用される税率は、基本的に制定時点の1930年関税法の税率となっている。

## 概要

### 制定までの背景
第一次世界大戦後まもなく、アメリカ国内では保守主義が強まり、1920年に民主党は下野し共和党が政権を獲得した（ウッドロウ・ウィルソンからウォレン・ハーディング大統領へ）。第一次世界大戦中に債務国から債権国に転換したにも拘らず、ほぼ1920年代にわたって共和党政権下で保護貿易政策が採られることになった。このことは、大戦によってアメリカに債務を負ったヨーロッパ諸国の負担をより深刻なものにさせた。
1929年、ニューヨークのウォール街における株式大暴落に端を発する大恐慌が起こった。この恐慌は各国へ広まり世界恐慌へと発展するが、当時のハーバート・フーヴァー大統領（共和党）は、国際経済の安定より国内産業の保護を優先する姿勢をとった。こうした中で、1930年関税法が制定されることとなった。

### 影響
1930年関税法は、高率関税を輸入農作物などに課すことで、農作物価格などの引き上げを図ったものである。平均関税率は40パーセント前後にも達したことで、各国のアメリカへの輸出は伸び悩み、世界恐慌をより深刻化させることになった。その後、1931年にフーヴァーはフーヴァーモラトリアムを発して世界経済の安定を図るが、既に手遅れであった。欧州各国も報復措置を実施、世界経済のブロック化が進んだため、これがドイツ、日本において対外膨張策をとる政権が国民に支持される結果につながったとも評される。

## 内容

### 第Ⅰ編 合衆国関税率表
制定当時の1930年関税法の第Ⅰ編は、有税品目表を規定し、第Ⅱ編は、無税品目表を規定していた。なお、条の番号としては、第Ⅰ編は、第１条のみで、そのなかに課税品目がパラグラフとして列記されており、第Ⅱ編も同様に第201条のみで無税品目が、列記されている。この無税品目のパラグラフ番号は、有税品目からの通し番号（若干の欠番は、ある）となっていた。
この第Ⅰ編と第Ⅱ編は、関税分類法（公法87-456、1962年５月24日、76 Stat. 72）第101条により、削除された。同条は、これに代えて第Ⅰ編 合衆国関税率表を加えたが、これは、基本的な構成について規定するものの、具体的な規定は、国際貿易委員会の草案をそのまま法的な効力のあるものとして認めるものであった。統一システムの採用を規定した1998年包括貿易競争力法第1204条も同様な規定であった。

### 第Ⅲ編 特別規定

#### 第Ⅰ節 雑則
いくつかの通関上の要件を規定する。原産地表示を原則義務づける第304条、わいせつ物品の輸入を禁止する第305条、強制労働による産品の輸入を禁止する第307条などがある。

#### 第Ⅱ節 合衆国国際貿易委員会
1916年に設立された合衆国関税委員会についての、1930年関税法の制定後の根拠規定。1979年通商協定法による改正で合衆国国際貿易委員会となる。不正商品の輸入差止を規定する第337条はここに含まれる。

#### 第Ⅲ節 外国貿易の振興
1934年に第350条として追加された。通常互恵通商協定法と呼ばれる。

### 第Ⅳ編 行政上の規定
この編の規定は、主として通関手続きを規定している。

#### 第Ⅰ節 定義及び全国税関電算化計画
サブパートＡは、1930年関税法における用語の定義を規定する。関税上の評価を規定する第401条もここにある。サブパートＢは、税関の近代化、電算化を促進する規定。1993年12月に制定されたＮＡＦＴＡ実施法により追加された。税関近代化のための法整備は、1990年代になり進められていたが、他の通商法の審議との関係で成立が遅れていたものを、ＮＡＦＴＡ実施のため税関近代化が必要という理由で実施法に繰り入れたもの。

#### 第Ⅱ節 船舶及び車両の報告、入港手続及び取卸し
外国貿易のための船舶及び車両について、貨物の報告、入港手続き等を規定する。

#### 第Ⅲ部 関税の確定、徴収及び払戻
関税の確定、徴収及び払戻のための手続としてのエントリー、精算等を規定する。

#### 第Ⅳ節 商品の保税運送及び保税倉庫での保管
貨物を関税の納付を留保して保管する保税倉庫及び国内での移動を認める保税運送の手続を規定する。

#### 第Ⅴ節 取締規定
外国貿易船や輸出入貨物を取締る権限について規定している。

#### 第Ⅵ節 雑則
通関業者についてはここで規定している。

### 第Ⅶ編 相殺関税及びアンチダンピング関税
不公正な貿易取引に対抗するために課される相殺関税及びアンチダンピング関税について規定する。1930年に制定の時点では、相殺関税のみ規定し、アンチダンピング関税については、別の1921年アンチダンピング法に規定していたが、東京ラウンドを受けた1979年通商協定法による改正で、現在のようになった。
なおセーフガード措置のための緊急関税については、1974年通商法第2編、報復関税については、1974年通商法第3編に規定されている。

### 第Ⅷ編 一定のたばこの輸入に適用可能な要件
2000年に追加された規定。たばこの輸入について、警告表示のないものの商業的輸入を禁止する等の規定。

### 第Ⅷ編 針葉樹材
2008年に追加された規定。輸出国とアメリカとの間で締結された針葉樹材のアメリカ向け輸出に関する協定の順守を確保させる規定。